# Opisthograptis emaculata
Opisthograptis emaculata är en fjärilsart som beskrevs av Ludwig Carl Friedrich Graeser 1892. Opisthograptis emaculata ingår i släktet Opisthograptis och familjen mätare. Inga underarter finns listade i Catalogue of Life.